# Richard Deutschmann
Richard Heinrich Deutschmann (* 17. November 1852 in Liegnitz; † 13. November 1935 in Hamburg) war ein deutscher Augenarzt.

## Leben und Wirken

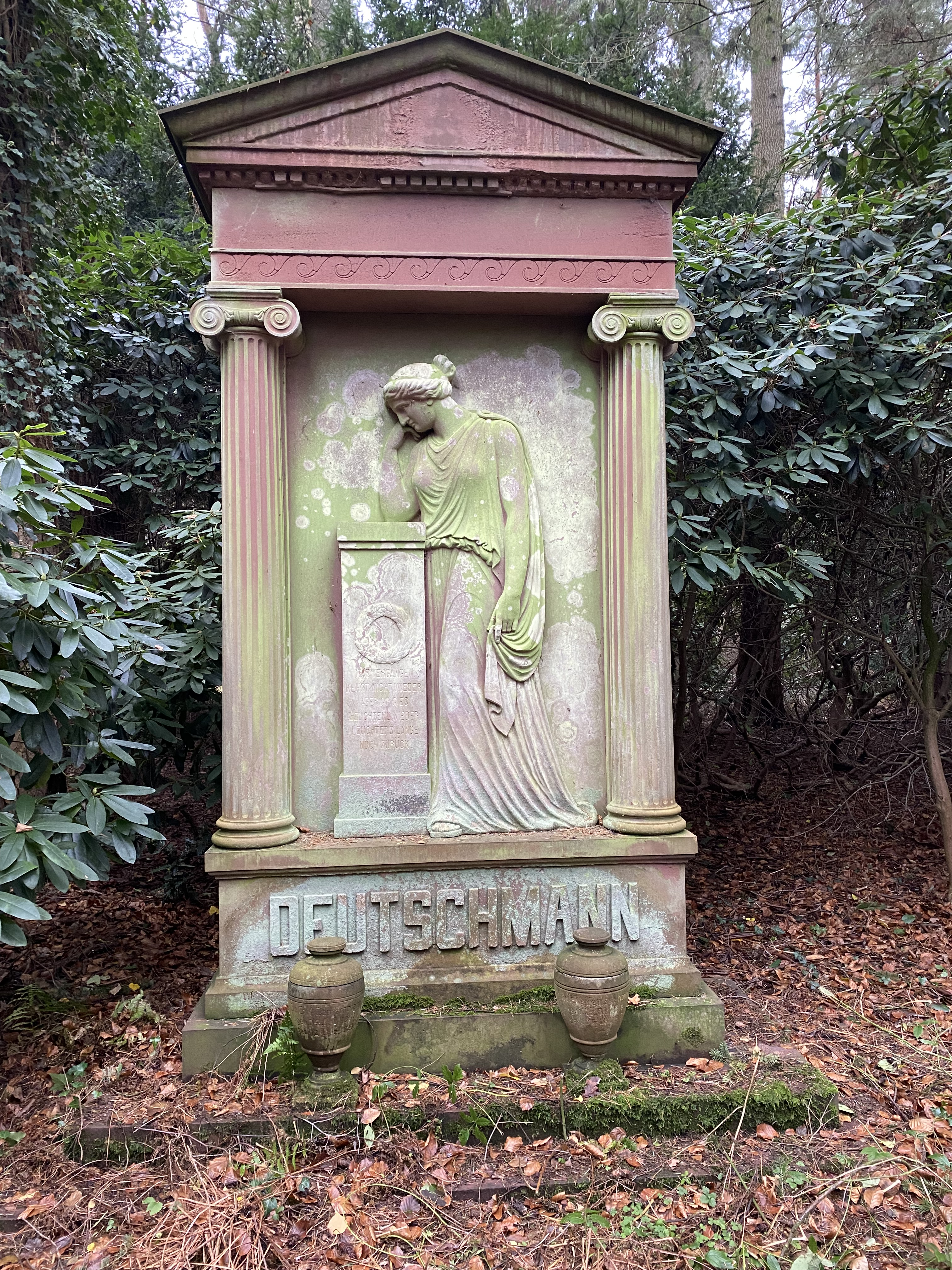
Familiengrabstätte Deutschmann auf dem Friedhof Ohlsdorf

Richard Deutschmann studierte Medizin in Heidelberg, Göttingen, Bonn, Erlangen und Berlin. 1873 promovierte er an der Universität Erlangen „Ueber die Entwicklung der elastischen Fasern im Netzknorpel“ und erhielt 1874 die Approbation als Arzt. Danach arbeitete er in Göttingen am Physiologischen Institut und in der Augenklinik von Theodor Carl Gustav von Leber, wo er sich 1877 im Bereich der Augenheilkunde habilitierte. 1883 erhielt er einen Ruf der Göttinger Universität als außerordentlicher Professor und schrieb erstmals für die „Beiträge zur Augenheilkunde“, die er selbst mit herausgab. Deutschmann beschäftigte sich insbesondere mit Operationen von Netzhautablösungen und verfasste hierzu 1906 „Über ein neues operatives Hilfsverfahren bei Netzhautablösungen“. In weiteren Schriften befasste er sich mit der Stauungspapille und begründete mit von Leber die Migrationstheorie der übergreifenden Augenentzündung.
1887 verließ Deutschmann die Universität Göttingen und zog nach Hamburg, wo er zwei Jahre später die Leitung der Augenärztlichen Poliklinik des Israelitischen Krankenhauses übernahm. Als europaweit renommierter Experte für die Therapie von Netzhautablösungen hatte er seit 1903 eine Privatklinik für 40 Patienten in der Magdalenenstraße 50 in Harvestehude, in der er auch selbst Operationen vornahm.
1889 erhielt Deutschmann den nach Albrecht von Graefe benannten Preis der ophthalmologischen Gesellschaft zu Heidelberg, der als höchste Ehrung für Augenärzte galt. Während des Ersten Weltkriegs erhielt er, vermutlich aufgrund der Behandlung verwundeter Soldaten, weitere Auszeichnungen. 1913 bekam er das Komturkreuz des Franz-Joseph-Ordens, 1918 die Rote Kreuz-Medaille und das Verdienstkreuz für Kriegshilfe.
Da er während der Zeit des Nationalsozialismus als „Nichtarier“ galt, konnte Deutschmann seine Privatklinik nicht selbst weiterführen. Er übertrug deren Leitung 1934 an Alice Grospierre-Tochenet, die dort zuvor viele Jahre als Oberschwester gearbeitet hatte. Die Leitung der Poliklinik hatte er bis Lebensende 1935 selbst inne.
Richard Deutschmann wurde auf dem Hamburger Friedhof Ohlsdorf beigesetzt. Die Familiengrabstätte im Planquadrat R 25 ist heute verwaist.